# West Point (Nebraska)
West Point és una població dels Estats Units a l'estat de Nebraska. Segons el cens del 2000 tenia 3.660 habitants.

## Demografia
Segons el cens del 2000, West Point tenia 3.660 habitants, 1.432 habitatges, i 946 famílies. La densitat de població era de 572,1 habitants per km².
Dels 1.432 habitatges en un 30,7% hi vivien nens de menys de 18 anys, en un 56,7% hi vivien parelles casades, en un 6,7% dones solteres, i en un 33,9% no eren unitats familiars. En el 30,2% dels habitatges hi vivien persones soles el 18,1% de les quals corresponia a persones de 65 anys o més que vivien soles. El nombre mitjà de persones vivint en cada habitatge era de 2,45 i el nombre mitjà de persones que vivien en cada família era de 3,04.
Per edats la població es repartia de la següent manera: un 25,1% tenia menys de 18 anys, un 7% entre 18 i 24, un 25% entre 25 i 44, un 19,6% de 45 a 60 i un 23,2% 65 anys o més.
L'edat mediana era de 40 anys. Per cada 100 dones de 18 o més anys hi havia 92,3 homes.
La renda mediana per habitatge era de 32.616 $ i la renda mediana per família de 38.702 $. Els homes tenien una renda mediana de 27.981 $ mentre que les dones 20.774 $. La renda per capita de la població era de 19.053 $. Aproximadament el 5,4% de les famílies i el 9% de la població estaven per davall del llindar de pobresa.

## Poblacions més properes
El següent diagrama mostra les poblacions més properes.